# Haemodoraceae
Famille
Classification APG III (2009)
La famille des Haemodoraceae (Hémodoracées) regroupe des plantes monocotylédones ; elle comprend moins de cent espèces réparties en une quinzaine de genres.
Ce sont des plantes herbacées, rhizomateuses, tubéreuses ou bulbeuses, pérennes, à rosettes, des régions tempérées à tropicales.
La classification phylogénétique APG II (2003) et la classification phylogénétique APG III (2009) placent aujourd'hui cette famille dans l'ordre des Commelinales.

## Étymologie
Le nom vient du genre Haemodorum dérivé du grec αίμα / haima, sang, et δώρων / doron, cadeau, en référence à l'emploi des racines de couleur rouge utilisées comme aliment par les aborigènes d'Australie. Le genre a été décrit en 1798 par le botaniste britannique James Edward Smith,.

## Liste des genres
Selon World Checklist of Selected Plant Families (WCSP) (19 avr. 2010) :
- genre Anigozanthos  Labill. (1800)
- genre Barberetta (en)  Harv., Gen. S. Afr. Pl. (1868)
- genre Blancoa  Lindl. (1839)
- genre Conostylis  R.Br. (1810)
- genre Dilatris (en)  P.J.Bergius (1767)
- genre Haemodorum (en)  Sm. (1798)
- genre Lachnanthes (en)  Elliott (1816)
- genre Macropidia (en)  J.Drumm. ex Harv. (1855)
- genre Phlebocarya (en)  R.Br. (1810)
- genre Pyrrorhiza (en)  Maguire & Wurdack (1957)
- genre Schiekia  Meisn. (1842)
- genre Tribonanthes (en)  Endl. (1839)
- genre Wachendorfia  Burm. (1757)
- genre Xiphidium  Aubl. (1775)

Selon Angiosperm Phylogeny Website (18 mai 2010) :
- genre Anigozanthos Labill.
- genre Barberetta Harv.
- genre Blancoa Lindl.
- genre Conostylis R.Br.
- genre Dilatris Bergius
- genre Haemodorum Sm.
- genre Lachnanthes (en) Elliott
- genre Macropidia J.L.Drumm. ex Harv.
- genre Phlebocarya R.Br.
- genre Pyrrorhiza Maguire & Wurdack
- genre Schiekia Meisn.
- genre Tribonanthes Endl.
- genre Wachendorfia Burm.
- genre Xiphidium Aubl.

Selon NCBI (19 avr. 2010) :
- genre Anigozanthos
- genre Barberetta
- genre Blancoa
- genre Conostylis
- genre Dilatris
- genre Haemodorum
- genre Lachnanthes (en)
- genre Macropidia
- genre Phlebocarya
- genre Schiekia
- genre Tribonanthes
- genre Wachendorfia
- genre Xiphidium

Selon DELTA Angio (19 avr. 2010) :
- genre Anigozanthos
- genre Barberetta
- genre Blancoa
- genre Conostylis
- genre Dilatris
- genre Haemodorum
- genre Lachnanthes (en)
- genre Macropidia
- genre Phlebocarya
- genre Pyrrhorhiza
- genre Schiekia
- genre Tribonanthes
- genre Xiphidium
- genre Wachendorfia

Selon ITIS (20 avr. 2010) :
- genre Lachnanthes (en)  Ell.
- genre Xiphidium  Aubl.